# Stictoptera tridentifera
Stictoptera tridentifera là một loài bướm đêm trong họ Noctuidae.